# Allonautilus scrobiculatus
Allonautilus scrobiculatus är en bläckfiskart som först beskrevs av John Lightfoot 1786.  Allonautilus scrobiculatus ingår i släktet Allonautilus och familjen pärlbåtar. Inga underarter finns listade i Catalogue of Life.

## Bildgalleri

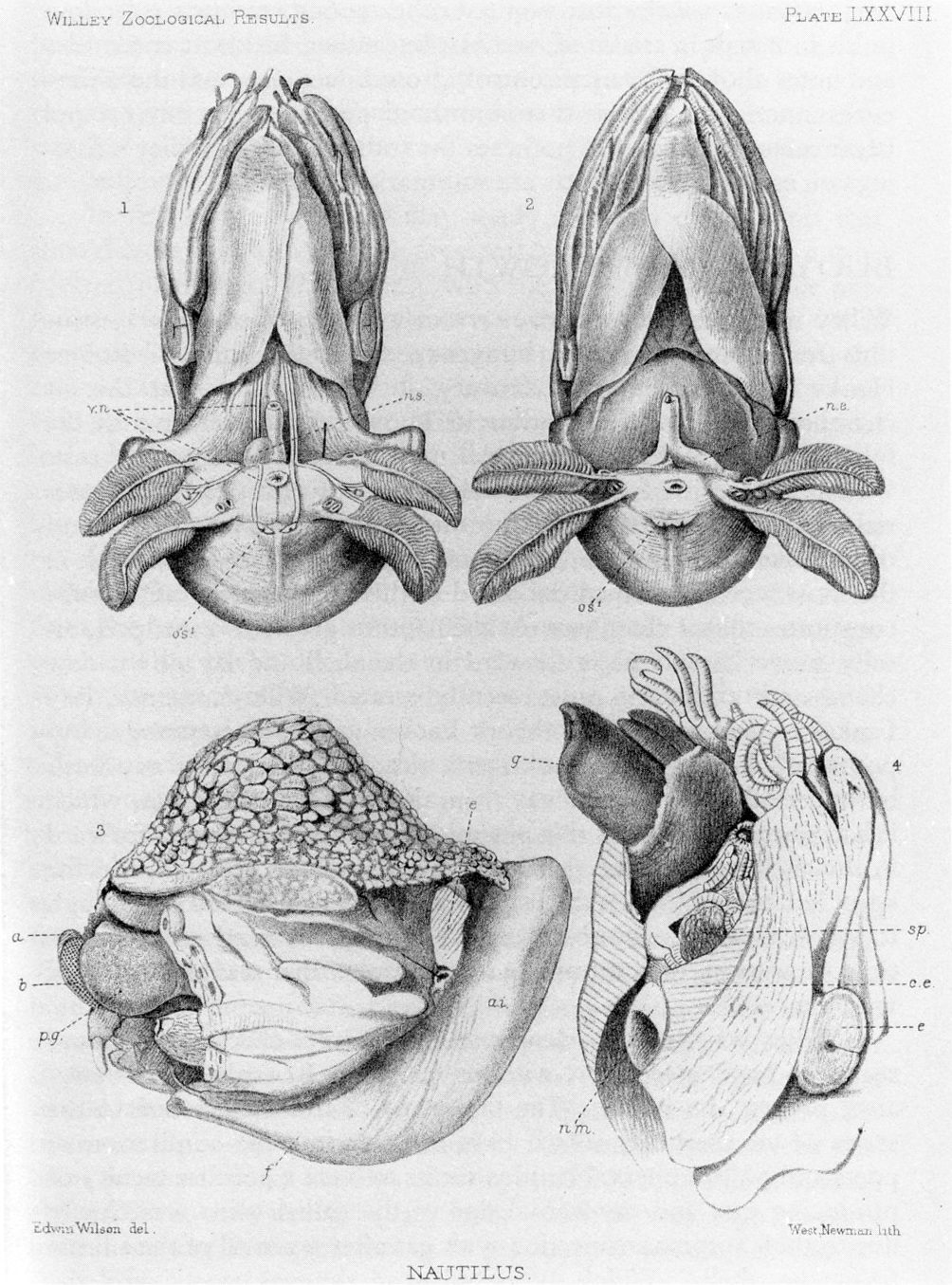